# Vaginální napařování
Vaginální napařování, někdy zkrácené na V-napařování, známé také jako vaginální napářka, ženská bylinná napářka či yoni steam, je vědecky neověřená a riziková alternativní zdravotní léčba, při které žena dřepí nebo sedí nad párou stoupající z horké vody obsahující byliny, jako je například pelyněk, rozmarýn a bazalka. Napařování bylo praktikováno v Africe (Mosambik, Jižní Afrika), Asii (Indonésie, Thajsko) a Střední Americe (mezi obyvateli Kekči).
Vaginální napařování je léčebnými lázněmi popisováno jako dávné korejské léčení nemocí pohlavních orgánů a tvrdí, že má další přínosy. Žádný empirický důkaz tato tvrzení nepodporuje. Po propagaci herečkou Gwyneth Paltrowovou proniklo napařování v roce 2015 do celosvětových novinových titulků a pro ženy na Západě se stalo módním výstřelkem. Vandenburg a Braunová v článku pro časopis Culture, Health & Sexuality tvrdí, že rétorika vaginálního napařování odráží sexistické západní vnímání domnělé přirozené nečistoty ženského těla a že její požadavky na lepší plodnost a sexuální rozkoš udržují pohled, že ženské tělo existuje pro mužské sexuální potěšení a rození dětí.

## Historie
Napařování je v současnosti popisováno jako tradiční korejské léčení nemocí pohlavních orgánů. Bylinná napářka je dle gynekoložky Zuzany Čepické Líbalové zmiňována ve starých porodnických knihách a knihách domácího léčitelství.

## Rozšíření
Podle studie Světové zdravotnické organizace o vaginálních praktikách, která byla zveřejněná v roce 2011, je jedním ze způsobů, jak ženy provádějí péči o pochvu, „vaginální napařování nebo zakuřování: ‚napařují‘ nebo ‚zakuřují‘ pochvu tím, že sedí nad zdrojem tepla (oheň, uhlí, horké kameny), na který se umisťuje voda, byliny nebo oleje, aby se vytvořila pára nebo kouř.“ V rámci této studie bylo na vaginální péči dotazováno více než 4 000 žen v Tete (Mosambik), KwaZulu-Natal (Jižní Afrika), Jogjakarta (Indonésie) a Chonburi (Thajsko). O vaginálním napařování či zakuřování byly získány velmi odlišné výsledky a získána velmi rozdílná odůvodnění: u Chonburi 67 % žen uvedlo praktikování vaginálního napařování či zakuřování, „což spojovaly s udržováním celkové kondice a ženské identity“, zejména po porodu (85,5 %). V Tete pouze 10 % žen praktikovalo napařování nebo zakuřování, „většinou mělo za cíl zvýšit sexuální potěšení mužů vyvoláním zúžení pochvy (64,1 % praktikujících) a vysušením (22,9 %)“. Ve dvou afrických lokalitách 37–38 % žen uvedlo, že napařování praktikovalo pro posílení „mužské sexuální rozkoše“; ve dvou asijských lokalitách stejně odpovědělo 0 % žen. Naopak z asijských žen 26 % uvedlo, že důvodem napařování je jejich „ženská identita“, ve srovnání s 0 % afrických žen.

## Údajné přínosy a skutečná rizika
Pravidelné podstupování vaginálního napařování může údajně zbavit nepříjemných menstruačních bolestí v podbřišku, křečí, premenstruačního syndromu a celkově zlepšit průběh cyklu. Praktikující mají prý přesnou menstruaci vždy po 28 dnech, z těla jim odchází pouze čirá krev bez zbytků sliznice či krvavých hlenů. Napářka údajně podporuje i plodnost, pomáhá po porodu a od zánětů. Rituál může pomoci k urychlení porodu, protože otevírá porodní cesty. Napařování je nabízeno pro vyrovnání ženských hormonů, čištění pochvy a obnovu dělohy. Je uváděna též detoxikace, zdravé poševní prostředí bez zápachu a vyrovnané pH v pochvě.
Západní lékařství je vůči vaginální napářce skeptické, protože nejsou známé žádné věrohodné důkazy potvrzující prospěšnost vaginálního napařování pro zdraví. Západní medicína vnímá napařování jako pouhé rizikové prohřátí pánevní oblasti, které nanejvýše působí na pohlavní orgány zvenku. Mezi vedlejší účinky a možná nebezpečí patří alergické reakce či popáleniny druhého stupně, je-li pára příliš blízko. Gynekologové zdůrazňují, že pochva ani děloha nepotřebují vůbec žádné „čištění“. V pochvě jsou přítomné bakterie, které ji chrání; napařování by mohlo zdravou bakteriální rovnováhu a hladinu pH narušit a způsobit podráždění, popř. zvýšit riziko infekce spojené s výtokem či zánětem. Samočisticí funkce pochvy, chránící celé pohlavní ústrojí, zajišťuje, že se skrz pochvu do dělohy nic nedostane. Není-li pára zaváděna do pochvy pod vysokým tlakem, před čímž gynekoložka Jen Gunterová důrazně varuje, nedostane se                       z pochvy do dělohy. Gynekolog Erik Dosedla varuje před zvyšováním teploty v pochvě, které je vyloženě nevhodné. Profesorka gynekologie a porodnictví Deborah Batesonová varuje, že pára má negativní vysušující účinek na pochvu. Podle gynekologa Pavla Turčana může hrát ve vnímání účinků napářky roli placebo efekt.
Gynekoložka Jen Gunterová domnělé přínosy bylinného napařování shrnuje: „ať už napařujete vulvu či napařujete poševně čímkoliv, nemůže to vyvážit žádné reprodukční hormony, usměrňovat menstruační cyklus, léčit depresi nebo vyléčit neplodnost.“ Gynekolog David L. Finke doplňuje, že podle způsobu napařování mohou být účinky podobné jako v běžné sauně.

## Kontraindikace
Bylinné napařování dle gynekoložky Zuzana Čepické Líbalové není vhodné při probíhající zánětlivém onemocnění či nezhojeném poranění v oblasti pánve, hráze, při krvácení neznámého původu, na počátku šestinedělí či po komplikovaném porodu. Vynechat by se měla u nádorových nemocí, epilepsie, po dobu 3 měsíců po hluboké žilní trombóze atd. Podle gynekoložky Marie Strunové nelze napářku v domácím prostředí doporučit.

## Společnost a kultura

### Marketing
Vaginální napařování je uváděno na trh s pseudovědeckými pojmy jako „vyrovnávání“ ženských hormonů a „revitalizace“ dělohy nebo pochvy. To je také nabízeno jako „čištění“ pochvy, což ale nedělá.
Herečka Gwyneth Paltrowová v recenzi v kalifornských lázních v Santa Monice pro Goop popsala několik svých léčebných procedur. Jednu z nich popsala: „Sednete si na v podstatě minitrůn a kombinace infračerveného záření a pelyňkové páry čistí vaši dělohu, atd.“ Zpráva v The Guardian reagovala vyvrácením tvrzení, že teplo, pára a pelyněk mají jakýkoli užitek, a poznamenala, že by napařování mohlo být škodlivé.
Průzkum provedený Vandenburgem a Braunovou v roce 2017 (jehož titul je charakteristikou od jednoho pozorovatele – „V podstatě je to čarodějnictví pro vaši pochvu“) analyzoval „90 online položek souvisejících s vaginálním napařováním“, včetně novin a časopisů, blogů a poskytovatelů praxe. Identifikovali obecné téma „zlepšující se ženy“, které podle nich dokonale zapadá do moderních konstrukcí toho, co vědci nazývalo „neoliberální“ ženou, tedy ženou, která se bez vnějšího ovlivnění snaží optimalizovat sama sebe a své zdraví. V rámci tohoto tématu našli čtyři postoje, které propagují léčebné praktiky, jako je vaginální napařování:
1. Ženské tělo je neodmyslitelně vadné a špinavé a ještě se zhoršuje s věkem: „ženské tělo se nachází v tomto biologicky-deterministického vyprávění o nevyhnutelném úpadku“, kterému lze vzdorovat.[12]:475
2. Západní medicína a péče o tělo (včetně například použití tamponu) způsobují, že ženské genitálie jsou nepřirozeně plné toxinů, což je proces, který lze zvrátit přirozenou praxí vaginálního napařování (autoři poznamenávají, že takové popisy jsou samy nakaženy jazykem odvozeným od západního medicíny, viz „příznaky“, „úbytek“, „onemocnění“).[12]:476
3. Vylepšení zdraví a optimalizace těla, konkrétně plodnosti a sexuální rozkoše, přičemž většina jazyka používaného inzerujícími lázněmi se zaměřuje na „údržbu“ a „navrácení“; vaginální napařování, jak je tvrzeno, čímž se posiluje jak posedlost zdravím, tak fetišizace mládí; vaginální napařování, jak je tvrzeno, zlepšuje manželství a mužské libido. Podle autorů se „zaměřením na sexuální a reprodukční vylepšení odráží dva režimy, skrze které západní společnosti tradičně oceňují ženy: sexuální dostupnost pro muže (v manželství) a porod“.[12]:478
4. Hýčkání sebejisté ženy, luxus a stejně dobře právo, které získaly, s reklamou soustředěnou na „probuzení“ „vnitřní bohyně“: „Chcete-li probudit svou vnitřní bohyni, zavolejte nám na...“ „Myšlenka je taková, že tato cvičení umožňují ženě dosáhnout svého skutečného potenciálu, svého skutečného já.[12]:479

Autoři docházejí k závěru, že vaginální napařování je jednou z mnoha praktik, které se hodí k „neoliberálním, postfeministickým a zdravotnickým ideologiím, střetávají se s všudypřítomnými sociokulturním chápáním ženského reprodukčního těla jako jádra ženství a současně jako ‚ztělesněná patologie‘“.:480